# Justice League Dark: Apokolips War
Justice League Dark: Apokolips War (Liga de la Justicia Oscura: La Guerra de Apokolips en español) es una película estadounidense de superhéroes animada de 2020 directamente para vídeo producida por Warner Bros. Animation y distribuida por Warner Home Video y basada libremente en el arco argumental "Darkseid War" de Geoff Johns. Es la decimoquinta y última película del Universo de Películas Animadas de DC y la película número 38 en general en el Películas animadas originales del Universo DC.
Está dirigida por Matt Peters y Christina Sotta, escrita por Ernie Altbacker y Sotta y cuenta con un elenco que incluye a Matt Ryan, Jerry O'Connell, Taissa Farmiga, Stuart Allan, Tony Todd, Ray Chase, Jason O'Mara, Rosario Dawson, Shemar Moore, Christopher Gorham, Rebecca Romijn y Rainn Wilson.
En la película, luego de un ataque fallido a Apokolips que dejó muertos a muchos héroes, los miembros restantes de la Liga de la Justicia, la Liga de la Justicia Oscura, los Jóvenes Titanes y el Escuadrón Suicida unen fuerzas contra Darkseid en una batalla final épica para salvar la Tierra. Además, sirve como reinicio del universo dando lugar al Tomorrowverse.
La cinta se anunció en julio de 2019 en San Diego Comic Con y se lanzó en plataformas digitales el 5 de mayo de 2020 y en 4K / Blu-ray / DVD el 19 de mayo de 2020, respectivamente.

## Argumento
Tras sus dos intentos fallidos de apoderarse de la Tierra, Darkseid y sus ejércitos han conquistado innumerables mundos. En respuesta, la Liga de la Justicia viaja a Apokolips para enfrentarlo mientras los Jóvenes Titanes permanecen en la Tierra como defensa. A su llegada, la Liga es atacada por sorpresa por poderosos Paradooms, que son criaturas fusionadas con el ADN de Parademon y Doomsday, lo que provoca que la mayoría de los héroes sean asesinados o puestos bajo la esclavitud de Darkseid, ya que los Titanes también son atacados por sus fuerzas en la Tierra.
Dos años después, Darkseid ha conquistado la Tierra con éxito. Lex Luthor se ha convertido en un representante que responde ante Batman, que ahora está bajo el control mental de Darkseid a través de la silla Mobius, sobre el progreso de los dispositivos "Reaper" que están minando magma del núcleo de la Tierra. Debido a su liderazgo, los héroes sobrevivientes en la Tierra culpan a Clark Kent por su fracaso, quien ha perdido sus poderes por una inyección de kryptonita líquida. Mientras tanto, Raven sufre de depresión debido a que su padre Trigon intenta escapar de la prisión mágica que tiene en el cristal de su frente. Después de que Clark la rescata de uno de sus intentos suicidas, reclutan al demonio Etrigan y John Constantine, quien se culpa a sí mismo por dejar que su amante Zatanna muera durante la batalla, para encontrar al hijo de Batman, Damian Wayne, con la esperanza de que este último libere a Batman de la silla Mobius. Constantine rastrea a Damian en un puesto de avanzada de Liga de Asesinos, y se une a los héroes de mala gana.
En Metrópolis, la esposa de Clark, Lois Lane, ha reclutado al Escuadrón Suicida, ahora liderado por Harley Quinn luego de la muerte de Amanda Waller por cáncer, como parte del plan de ella y Clark para infiltrarse en el edificio LexCorp y usar su boom tube para llegar a Apokolips. En todo el mundo, mientras otros héroes intentan destruir a los Reapers para crear una distracción, el grupo del Escuadrón entra al edificio y se enfrenta a Luthor, quien revela que era la fuente anónima que ayudaba a Lois desde adentro. El grupo se dividió en dos con el grupo de Clark yendo a Apokolips para sabotear el generador de energía del planeta mientras que el grupo de Lois se queda para impedir que el boom tube en LexCorp pueda ser usado para enviar tropas de Paradooms de regreso a Apokolips.
Batman alerta a Darkseid, que se encontraba conquistando Oa, de la traición de Luthor, por lo que le ordena enviar sus Furias a Apokolips. De vuelta en Apokolips, se revela que Wonder Woman, Martian Manhunter, Mera, Hawkman y Starfire han sido convertidos en las nuevas Furias, uniendo sus cuerpos con partes mecánicas y se enfrentan al grupo de Superman. Etrigan muere a manos de Wonder Woman pero Constantine aprovecha para liberarla usando su propio Lazo de la Verdad. Ella se queda atrás para enfrentar a las otras Furias que siguen bajo el control de Darkseid, mientras que Constantine y el resto se dirigen a sabotear el generador de Apokolips. Pero para su sorpresa, descubren que Flash ha sido sido encarcelado para correr eternamente en una cinta sin fin y es utilizado como una fuente de energía de reemplazo del planeta, por lo que no hay un generador que destruir que pueda evitar el regreso de Darkseid.
Más adelante, descubren a un Cyborg que ha sido desmantelado e integrado al centro de control del Apokolips. Constantine logra liberar a Cyborg del control de Darkseid, y esto a su vez también libera del control mental a los héroes convertidos en Furias que se enfrentaban a Wonder Woman. Batman y Darkseid regresan a Apokolips, y Darkseid le ordena a Batman que mate a Damian. Sin embargo, Batman duda cuando este hecho le recuerda la muerte de sus propios padres y se libera del control de Darkseid. Darkseid mata a Damian, enfureciendo a Raven, lo que provoca la liberación de Trigon de su mente. A pesar de que Constantine se ofrece a sí mismo como anfitrión, Trigon lo mata y en su lugar posee a Clark, eliminando la kryptonita líquida de su cuerpo en el proceso.
De vuelta en LexCorp, el equipo de Lois se ve rodeado de Paradooms, lo que los lleva a iniciar una autodestrucción. Lois transmite un mensaje de despedida a Apokolips con la ayuda de Cyborg. Ver el sacrificio de Lois le permite a Superman liberarse de Trigon. Mientras tanto, Constantine es llevado brevemente al más allá, donde se reúne con Zatanna, quien revela que era parte del plan de Batman usar su magia para hacer huir a Constantine sin darse cuenta. Simultáneamente, Zatanna y Raven reviven a Constantine y Damian. Cyborg revela su plan para teletransportar a los Paradooms desde la Tierra de regreso a Apokolips y succionar el planeta en un agujero negro. Constantine y Raven combinan su magia para devolverle a Trigon su forma física para que pueda luchar contra Darkseid mientras los héroes regresan a salvo a la Tierra. Cyborg comienza su plan, arrastrando a Apokolips, Darkseid y Trigon al olvido.
A pesar de la victoria de los héroes, el daño de los Reapers ya está hecho, un tercio del núcleo de la Tierra fue extraído con éxito por las máquinas de Darkseid, poniendo la órbita del planeta en peligro de congelarse o calentarse por las temperaturas inadecuadas. Constantine convence a Flash para que cree un segundo Flashpoint, después de saber que creó el primero mientras lo liberaba en Apokolips, para deshacer la destrucción de la Tierra a pesar de saber que el mundo no será el mismo que antes.
Flash viaja en el tiempo y crea otro Flashpoint. La línea de tiempo se reinicia y una amplia luz brillante cubre todo el mundo. Lo que queda de la Liga de la Justicia (Batman, Wonder Woman, Superman, Constantine, Starfire, Nightwing, Damian, Raven, Hawkman, Detective Marciano, Mera y Ace) observa esto dejando su destino con un final desconocido.

## Reparto
| Personaje                           | Actor de voz original (Estados Unidos) | Actor de doblaje (Hispanoamérica) | Actor de doblaje (España) |
| ----------------------------------- | -------------------------------------- | --------------------------------- | ------------------------- |
| John Constantine                    | Matt Ryan                              | Óscar Flores                      | Ángel Morón               |
| Clark Kent / Superman               | Jerry O'Connell                        | Armando Guerrero                  | Fernando Castro           |
| Rachel Roth / Raven                 | Taissa Farmiga                         | Erika Langarica                   | María Blanco              |
| Damian Wayne / Robin                | Stuart Allan                           | José Luis Piedra                  | ¿?                        |
| Uxas / Darkseid                     | Tony Todd (†)                          | Leonardo García                   | Gabriel Jiménez           |
| Etrigan                             | Ray Chase                              | Salvador Chantrés García          | César Díaz Capilla        |
| Bruce Wayne / Batman                | Jason O'Mara                           | Idzi Dutkiewicz                   | Claudio Serrano           |
| Diana Prince / Wonder Woman         | Rosario Dawson                         | Sarah Souza                       | Ana Maria Marí            |
| Lex Luthor                          | Rainn Wilson                           | Ismael Larumbe                    | Alejandro García          |
| Lois Lane                           | Rebecca Romijn                         | Alina Galindo                     | Miriam Valencia           |
| Zatanna Zatara                      | Camilla Luddington                     | Valentina Souza                   | Isatxa Mengíbar           |
| Barry Allen / Flash                 | Christopher Gorham                     | Igor Cruz                         | Adrián Viador             |
| Victor Stone / Cyborg               | Shemar Moore                           | Alejandro Ortega                  | Roberto Encinas           |
| Harley Quinn                        | Hynden Walch                           | Nayeli Mendoza                    | Ana Esther Alborg         |
| Digger Harkness / Captain Boomerang | Liam McIntyre                          | Armando Coria                     | Txema Moscoso             |
| King Shark                          | John DiMaggio                          | Armando Larumbe                   | Vicente Gil               |
| Trigon                              | John DiMaggio                          | Miguel Ángel Ghigliazza (†)       | Antonio Esquivias         |
| Lady Shiva                          | Sachie Alessio                         | Teresa Ibarrola                   | Yolanda Mateos            |
| John Stewart / Green Lantern        | Roger R. Cross                         | Arturo Mercado Jr.                | ¿?                        |
| Alec Holland / Swamp Thing          | Roger R. Cross                         | Jaime Alberto Carrillo            | Juan Carlos Lozano        |

## Recepción

### Opinión de la crítica
En el agregador de reseñas Rotten Tomatoes, la película tiene una calificación de aprobación del 100% basada en 16 reseñas, con una calificación promedio de 7.75 / 10. Jesse Schden de las películas de IGN dijo: "Esta película aprovecha al máximo el hecho de que es el capítulo final de un arco de 15 películas. Su narrativa se desvía en direcciones muy sorprendentes y convincentes, y de alguna manera se las arregla para dar sus frutos en los cabos sueltos de todo la DCU ".

### Ingresos
La película ganó $5,459,632 de las ventas nacionales de Blu-ray.

## Futuro
A pesar de que la Liga de la Justicia Oscura: La Guerra de Apokolips se ha confirmado como la última película del Universo de Películas Animadas de DC, el guionista Ernie Altbacker mencionó la posibilidad de un nuevo proyecto relacionado con esa continuidad. Afirmó que "la forma en que la terminamos... es realmente como un acto de equilibrio difícil: Termina algo con una nota agridulce y a la vez esperanzadora, y sólo diré que la gente que está diciendo: '¡Oh, tío, no vamos a tener más de esto!'... no estáis perdiendo algo, estáis ganando algo nuevo..."-
Un nuevo universo animado, llamado Tomorrowverse, inició luego de esta película.
En mayo de 2022, se lanzó un corto “Constantine: The House of Mystery”. El cortometraje trata sobre las secuelas de la Guerra de Apokolips, y las consecuencias que obtuvo John Constantine al intervenir en el Multiverso.
En 2024 se lanzó la trilogía de películas Justice League: Crisis on Infinite Earths, que continúa la historia luego del reinicio del universo al final de Apokolips War. Se revela que Constantine envió a Flash, bajo un hechizo, a Apokolips del pasado, para borrar a de la historia. Sin embargo, esto hizo que el hechicero pierda los recuerdos de su anterior universo, mientras que el Anti-Monitor aparece ante los héroes de la Liga de la Justicia para destruir todas las realidades del multiverso.